# Раджасінга
Раджасінга I (синг. පළමුවන රාජසිංහ; 15 серпня 1532 — 17 березня 1593) — 2-й володар Сітаваки у 1581—1593 роках, магарджа Канді у 1583—1593 роках. Зумів об'єднати усі сінгальські держави на острові, вів запеклу боротьбу з Португалією.

## Життєпис

### Молоді роки
Походив з династії Сірі Сангабо. Син Маядуне, володаря Сітаваки, та Лілаватхі. Народився 1532 року, отримавши ім'я Тікірі Бандара. У 1555 році відзначився під час війни батька проти Відії бандари, колишнього регента держави Котте, що втік до Сітаваки, але потім повстав проти Маядуне. З цього часу Маядуне фактично зробив сина-спадкоємця Тікірі Бандарі своїм співволодарем, все більше довіряючи тому керування військами. Відія Бандара втік до Канді, звідки повернувся з військом, але його переміг Тікірі Бандара.
1557—1558 роках разом з батьком брав участь в облозі Котте. 1559 року Тірікі Бандара у Першій битві при Мулеріяві зазнав поразки від португальців на чолі із Афонсу Перейрою де Ласердою, капітан-майором Португальського Цейлону. Спалах малярії не дозволив останньому розвинути успіх. Але вже у Другій битві при Мулеріяві Тікірі Бандара здобув рішучу перемогу.
У 1564—1565 роках фактично очолював чергову облогу Котте. Лише раптовий напад Караліядде Бандара, маграджа Канді, власне володіннь держави Сітавакаа змусив Тікірі Бандару відступити. 1578 року батько фактично відійшов від справ, передавши владу Тікірі Бандарі. Той продовжив наступ на державу Котте, захопивши протягом декількох років практично усі її землі. У 1579—1580 роках взяв в облогу Коломбо, але не зміг його захопити через прибуття військ на чолі із Матіасом де Альбукерке. 1581 року після смерті Маядуне успадкував владу, прийнявши ім'я Раджасімга (Володар-лев).

### Панування
Призначив Арітта Ківенду з наякства Мадурай на посаду першого міністра. Також активно залучав на свій бік досвідчених вояків з Віджаянагарської імперії. яка переживала занепад. Сам правитель перейшов до індуїзму. 1583 року виступив проти Караліядде Бандари, що зміцнив союз з Португалією, завдавши йому нищівної поразки. Раджасінга захопив усю державу Канді. Його ворог втік до Коломбо. В результаті Раджасінга зумів об'єднати усі землі сінгалів. Призначеним намісником колишньої держави Канді Вірасундара Мудіянсе. Втім невдовзі той повстав, але швидко був переможений і страчений. Наступні роки провів, займаючись централізацію влади та усуваючи напівнезалежних раджей. Також готував військо для наступу на португальські володіння на острові.
В цей час за порадою Арітта Ківенду він зрівняв із землею багато буддійських релігійних місць. що заклало основу суспільного невдоволення. Його жорстокий підхід до буддизму викликав антиурядові повстання за участю буддійських ченців. У корале (окрузі) Сат принц Потупала Бандара повстав проти Раджасінги за підтримки португальців. Повстання було придушено, а всіх лідерів, які підтримали повстання, обезголовили, зокрема й 121 буддистського ченця.
З цього часу ще активніше став готуватися для захоплення Коломбо, що був ключем до португальських володінь. Були підготовлені рисові склади, бичачі вози для транспорту та намети та десятки ковалів, теслів тощо, які почали виготовляти озброєння та облоговими пристрої. також зібрав 100 гармат і декілька тисяч аркебуз, які сінгали навчилися виробляти та використовувати. Було налагоджено виробництво селітри та свинцевих куль, з Персії почався завезення сірки, від Алауддіна Мансур Сіах, султана Ачеху, отримав боєприпаси для гармат. Останній був зацікавлений надати допомогу, оскільки також намагався відвоювати в Португалії Малакку.
бачачи приготування Жуан де Коррея де Бріту, капітан-майор Португальського Цейлону, відправив посольство до Раджасінги щодо перемир'я. Під час цього правителя сінгалів спробували отруїти. Разом з тим португальці укріплювали Коломбо, зводячи нові бастіони. Втім 1587 року Раджасінга на чолі 50-тисячного війська почав облогу Коломбо, яка тривала з 4 серпня. Спроба флотилії Сітаваки перервати постачання португальської залоги завершилася невдачею. Разом з тим в Коломбо почалася епідемія дизентерії. Загалом було здійсно 4 загальних штурмів міста, втім невдало. 21 лютого 1589 року Раджасінга відступив.
1591 року в Канді почав повстання Коннапу Бандара (син Вірасундара Мудіянсе), завдавши спочатку поразки Арітта Ківенду, а потім у березні 1592 року самому Раджасінзі в битві під Баланою. Правитель отримав тяжке поранення, від якого помер наступного року. Після цього його держава, незважаючи на спроби його онука Раджасур'ї, розпалася.